# Eyebrow Peak
Eyebrow Peak är en bergstopp i Kanada.   Den ligger i provinsen British Columbia, i den södra delen av landet, 3 100 km väster om huvudstaden Ottawa. Toppen på Eyebrow Peak är 3 348 meter över havet, eller 889 meter över den omgivande terrängen. Bredden vid basen är 28,4 km.
Terrängen runt Eyebrow Peak är bergig åt sydväst, men åt nordost är den kuperad.Trakten runt Eyebrow Peak är nära nog obefolkad, med mindre än två invånare per kvadratkilometer.. Det finns inga samhällen i närheten. 
Trakten runt Eyebrow Peak är permanent täckt av is och snö.